# プロレス大賞
プロレス大賞（プロレスたいしょう、英: PRO-WRESTLING AWARDS）は、東京スポーツ新聞社が制定するプロレスの賞。毎年12月に発表され、その年活躍したプロレスラーを表彰する。正式名称は東京スポーツ新聞社制定 プロレス大賞。

## 概要
冒頭の通り東京スポーツ新聞社（以下、東スポ）が発表する賞ではあるが、審査員には東スポ以外のスポーツ新聞（現在はサンケイスポーツ、スポーツニッポン、デイリースポーツ、東京中日スポーツ、日刊スポーツ、スポーツ報知の6社）・プロレス雑誌（現在は週刊プロレスのみ）の記者、フリーのプロレスライター、FIGHTING TV サムライキャスターなども含まれている。また2009年から2011年、2013年、2014年は、脚本家の内館牧子、2012年はゆでたまご・嶋田隆司が特別審査委員に名前を連ねていた他、2021年は蝶野正洋が特別審査委員を務め、小橋建太が2021年から毎年特別審査委員を務めている。
基本的に賞の選考は、各賞毎に審査委員からノミネートを受け付けた後に、ノミネートされた候補に対する投票を実施し、過半数を獲得したものが受賞者となる。1回目の投票で過半数を得る候補がいなかった場合は、通常得票上位の3候補による第2回投票を実施。それでも過半数を獲得する候補がいない場合は2回目の投票の上位2候補による決選投票となる。状況によっては第2回投票を飛ばし、いきなり決選投票に移行する場合もある。なお審査委員からのノミネートがない場合には「該当者なし」となる場合もある。
授賞式は年明けに都内のホテルにて行われる。2020年度は新型コロナウイルス感染拡大防止を考慮し、選考会はオンラインで実施し、全選手集まっての表彰パーティーも中止となる。また試合自体が少なかったこと等を受け功労賞、特別賞、レスリング特別表彰の選考を見送り、新人賞選考を取りやめた。このため2021年度の新人賞規定を4年以内とした。2021年度も表彰式が中止となっている。
2024年はにしたんクリニックがスポンサーとなり、「東京スポーツ新聞社制定2024プロレス大賞supported byにしたんクリニック」となった。

## 各賞
- 最優秀選手賞（MVP）
- 年間最高試合賞（ベストバウト）
- 最優秀タッグチーム賞
- 殊勲賞
- 敢闘賞
- 技能賞
- 新人賞
- 女子プロレス大賞
- 功労賞
- レスリング特別賞

### 各賞の概要
大相撲の三賞に倣って殊勲賞、敢闘賞、技能賞が制定されているが、概ね殊勲賞、敢闘賞はMVPの次点のように扱われている。
最優秀タッグチーム賞は通常2名コンビが受賞しているが、複数人によるユニットも受賞対象となっている（1992年反選手会同盟、1996年蝶野、天山、ヒロ斎藤組等）。
新人賞は、デビューから3年以内のレスラーが対象となっている。この賞のみ男女混合で選定される。
近年はプロレス以外にレスリング選手に対する特別表彰も行っており、概ね当該年度のオリンピックのレスリング種目、もしくはレスリング世界選手権でメダルを獲得した日本人選手が対象となることが多い。

## 受賞者一覧
東京スポーツ公式サイトにて

### 2024年の受賞者
- 最優秀選手賞（MVP）：ザック・セイバーJr.（新日本）
- 年間最高試合賞（ベストバウト）：辻陽太×後藤洋央紀（3月20日/新日本・アオーレ長岡：NEW JAPAN CUP 2024 決勝戦）
- 最優秀タッグチーム賞："斉藤ブラザーズ"斉藤ジュン&斉藤レイ（全日本）
- 殊勲賞：安齊勇馬（全日本）
- 敢闘賞：清宮海斗（NOAH）
- 技能賞：青木真也（パラエストラ東京）
- 新人賞：ボルチン・オレッグ（新日本）
- 女子プロレス大賞：Sareee（フリー）
- 話題賞：ダンプ松本、ブル中野、岩谷麻優（スターダム）
- レスリング特別表彰：藤波朱理、櫻井つぐみ、元木咲良、鏡優翔、文田健一郎、日下尚、樋口黎、清岡幸大郎

### 2023年の受賞者
- 最優秀選手賞（MVP）：内藤哲也（新日本）
- 年間最高試合賞（ベストバウト）：グレート・ムタ×中邑真輔（1月1日/NOAH・日本武道館：SHINSUKE NAKAMURA、14年越しの武藤"の化身"との邂逅）
- 最優秀タッグチーム賞："毘沙門”後藤洋央紀&YOSHI-HASHI（新日本）
- 殊勲賞：高橋ヒロム（新日本）
- 敢闘賞：拳王（NOAH）
- 技能賞：青柳優馬（全日本）
- 新人賞："斉藤ブラザーズ"斉藤ジュン&斉藤レイ（全日本）
- 女子プロレス大賞：中野たむ（スターダム）

### 2022年の受賞者
- 最優秀選手賞（MVP）：オカダ・カズチカ（新日本）
- 年間最高試合賞（ベストバウト）：オカダ・カズチカ×ウィル・オスプレイ（8月18日/新日本・日本武道館：G1 CLIMAX32 優勝決定戦）
- 最優秀タッグチーム賞："UNITED EMPIRE”グレート-O-カーン&ジェフ・コブ（新日本）
- 殊勲賞：宮原健斗（全日本）
- 敢闘賞：グレート-O-カーン（新日本）
- 技能賞：エル・リンダマン（GLEAT）
- 新人賞：安齊勇馬（全日本）
- 女子プロレス大賞：朱里（スターダム）
- 栄誉賞：アントニオ猪木

### 2021年の受賞者
- 最優秀選手賞（MVP）：鷹木信悟（新日本）
- 年間最高試合賞（ベストバウト）：潮崎豪×武藤敬司（2月12日/NOAH・日本武道館：GHCヘビー級選手権）[8]
- 最優秀タッグチーム賞："デンジャラステッカーズ"タイチ&ザック・セイバーJr.（新日本）[9]
- 殊勲賞：ジェイク・リー（全日本）[10]
- 敢闘賞：竹下幸之介（DDT）[11]
- 技能賞：グレート-O-カーン（新日本）[12]
- 新人賞：荒井優希（東京女子）[13]
- 女子プロレス大賞：林下詩美（スターダム）[14]
- 功労賞：風間ルミ [15]

### 2020年の受賞者
- 最優秀選手賞（MVP）：内藤哲也（新日本）
- 年間最高試合賞（ベストバウト）：オカダ・カズチカ×内藤哲也（1月5日/新日本・東京ドーム：IWGPヘビー級・IWGPインターコンチネンタル ダブル選手権）[16]
- 最優秀タッグチーム賞："杉浦軍"杉浦貴&桜庭和志（NOAH&フリー）[17]
- 殊勲賞：潮崎豪（NOAH）[18]
- 敢闘賞：高橋ヒロム（新日本）[19]
- 技能賞：遠藤哲哉（DDT）[20]
- 新人賞：該当者なし（選考自体を中止[4]）
- 女子プロレス大賞：ジュリア（スターダム）[4]
- 功労賞：該当者なし（選考見送り[4]）
- レスリング特別賞：該当者なし（選考見送り[4]）

### 2019年の受賞者
- 最優秀選手賞（MVP）：オカダ・カズチカ（新日本）
- 年間最高試合賞（ベストバウト）：オカダ・カズチカ×SANADA（10月14日/新日本・両国国技館：IWGPヘビー級選手権）
- 最優秀タッグチーム賞："暴走大巨人"諏訪魔&石川修司（全日本、3年連続受賞）
- 殊勲賞：宮原健斗（全日本）
- 敢闘賞：清宮海斗（NOAH、2年連続受賞）
- 技能賞：飯伏幸太（新日本）
- 新人賞：ストロングマシーン・J（DRAGON GATE）
- 女子プロレス大賞：岩谷麻優（スターダム）
- 功労賞：青木篤志（全日本）
- レスリング特別賞：川井梨紗子、文田健一郎、太田忍

### 2018年の受賞者
- 最優秀選手賞（MVP）：棚橋弘至（新日本）
- 年間最高試合賞（ベストバウト）：オカダ・カズチカ×ケニー・オメガ（6月9日/新日本・大阪城ホール：IWGPヘビー級選手権3本勝負、2年連続の同一カード受賞）
- 最優秀タッグチーム賞："暴走大巨人"諏訪魔&石川修司（全日本&フリー、2年連続受賞）
- 殊勲賞：丸藤正道（NOAH）
- 敢闘賞：清宮海斗（NOAH）
- 技能賞：内藤哲也（新日本）
- 新人賞：林下詩美（スターダム）
- 女子プロレス大賞：藤本つかさ（アイスリボン）
- レスリング特別賞：須崎優衣、奥野春菜、向田真優、川井梨紗子、乙黒拓斗

### 2017年の受賞者
- 最優秀選手賞（MVP）：内藤哲也（新日本、2年連続のMVP受賞）
- 年間最高試合賞（ベストバウト）：オカダ・カズチカ×ケニー・オメガ（1月4日/新日本・東京ドーム：IWGPヘビー級選手権）
- 最優秀タッグチーム賞："暴走大巨人"諏訪魔&石川修司（全日本&フリー）
- 殊勲賞：YAMATO（DRAGON GATE）
- 敢闘賞：柴田勝頼（新日本）
- 技能賞：鈴木秀樹（フリー）
- 新人賞：青柳優馬（全日本）
- 女子プロレス大賞：紫雷イオ（スターダム、3年連続の女子同部門受賞）
- 特別賞：松井珠理奈（豆腐プロレス・“ハリウッド”JURINA）
- レスリング特別賞：須崎優衣、奥野春菜、川井梨紗子、土性沙羅、文田健一郎、高橋侑希

### 2016年の受賞者
- 最優秀選手賞（MVP）：内藤哲也（新日本）
- 年間最高試合賞（ベストバウト）：丸藤正道×オカダ・カズチカ（7月18日/新日本・北海道立総合体育センター：G1 CLIMAX26 Aブロック公式リーグ戦）
- 最優秀タッグチーム賞："ストロングBJ"関本大介&岡林裕二（大日本、5年ぶり2度目の受賞）
- 殊勲賞：宮原健斗（全日本）
- 敢闘賞：中嶋勝彦（NOAH）
- 技能賞：ケニー・オメガ（新日本）
- 新人賞：橋本千紘（センダイガールズ）
- 特別功労賞：ハヤブサ
- 女子プロレス大賞：紫雷イオ（スターダム）
- レスリング特別賞：登坂絵莉、伊調馨、川井梨紗子、土性沙羅

### 2015年の受賞者
- 最優秀選手賞（MVP）：オカダ・カズチカ（新日本）
- 年間最高試合賞（ベストバウト）：天龍源一郎×オカダ・カズチカ（11月15日/天龍源一郎引退興行・両国国技館：天龍源一郎引退試合）
- 最優秀タッグチーム賞："同郷電流爆破タッグ"大仁田厚&長与千種（超花火プロレス&マーベラス、男女混成タッグ初の受賞）
- 殊勲賞：鈴木みのる（パンクラスMISSION）
- 敢闘賞：岡林裕二（大日本）
- 技能賞：本間朋晃（新日本）
- 新人賞：該当者なし
- 特別功労賞：天龍源一郎（天龍プロジェクト）
- 女子プロレス大賞：紫雷イオ（スターダム）
- レスリング特別賞：登坂絵莉、吉田沙保里、伊調馨

### 2014年の受賞者
- 最優秀選手賞（MVP）：棚橋弘至（新日本）
- 年間最高試合賞（ベストバウト）：オカダ・カズチカ×中邑真輔（8月10日/新日本・西武ドーム：G1 CLIMAX24 優勝決定戦）
- 最優秀タッグチーム賞："弾丸ヤンキース"杉浦貴&田中将斗（NOAH&ZERO1）
- 殊勲賞：石井智宏（新日本）
- 敢闘賞：大仁田厚（フリー）
- 技能賞：B×Bハルク（DRAGON GATE）
- 新人賞：赤井沙希（フリー/オスカープロモーション、女子選手初の新人賞受賞）
- 特別功労賞：田上明（NOAH）、佐々木健介（DIAMOND RING）
- 女子プロレス大賞：該当者なし
- レスリング特別賞：登坂絵莉、吉田沙保里、伊調馨、浜田千穂

### 2013年の受賞者
- 最優秀選手賞（MVP）：オカダ・カズチカ（新日本、25年ぶりの複数年MVP受賞）
- 年間最高試合賞（ベストバウト）：中邑真輔×飯伏幸太（8月4日/新日本・大阪府立体育会館：G1 CLIMAX23 Bブロック公式リーグ戦）
- 最優秀タッグチーム賞："TMDK"マイキー・ニコルス&シェイン・ヘイスト（NOAH）
- 殊勲賞：KENTA（NOAH）
- 敢闘賞：関本大介（大日本）
- 技能賞：吉野正人（DRAGON GATE）
- 新人賞：竹下幸之介（DDT）
- 特別功労賞：小橋建太（NOAH）
- 女子プロレス大賞：里村明衣子（センダイガールズ）
- レスリング特別賞：登坂絵莉、吉田沙保里、伊調馨

### 2012年の受賞者
- 最優秀選手賞（MVP）：オカダ・カズチカ（新日本、25歳での受賞は1982年のタイガーマスクと並ぶ最年少タイ記録）
- 年間最高試合賞（ベストバウト）：オカダ・カズチカ×棚橋弘至（6月16日/新日本・大阪府立体育会館：IWGPヘビー級選手権）
- 最優秀タッグチーム賞："GET WILD"大森隆男&征矢学（全日本）
- 殊勲賞：森嶋猛（NOAH）
- 敢闘賞：アブドーラ・小林（大日本）
- 技能賞：中邑真輔（新日本）
- 新人賞：橋本大地（ZERO1）
- 特別功労賞：坂口征二（新日本）
- 女子プロレス大賞：愛川ゆず季（スターダム）
- レスリング特別賞：米満達弘、小原日登美、吉田沙保里、伊調馨

### 2011年の受賞者
- 最優秀選手賞（MVP）：棚橋弘至（新日本）
- 年間最高試合賞（ベストバウト）：小橋建太&武藤敬司×矢野通&飯塚高史

　（8月27日/ALL TOGETHER・日本武道館）
- 最優秀タッグチーム賞："ストロングBJ"関本大介&岡林裕二（大日本）
- 殊勲賞：秋山準（NOAH）
- 敢闘賞：永田裕志（新日本）、望月成晃（DRAGON GATE）
- 技能賞：KENTA（NOAH）
- 新人賞：鈴川真一（IGF）
- 女子プロレス大賞：愛川ゆず季（スターダム）
- レスリング特別賞：小原日登美、吉田沙保里、伊調馨

### 2010年の受賞者
- 最優秀選手賞（MVP）：杉浦貴（NOAH）
- 年間最高試合賞（ベストバウト）：田口隆祐&プリンス・デヴィット×飯伏幸太&ケニー・オメガ

　（10月11日/新日本プロレス・両国国技館：IWGPジュニアタッグ選手権。プロレス大賞史上ではジュニアタッグ初のベストバウト）
- 最優秀タッグチーム賞："日墨マッスルオーケストラ"中西学&ストロングマン（新日本&CMLL）
- 殊勲賞：諏訪魔（全日本）
- 敢闘賞：小島聡（フリー）
- 技能賞：カズ・ハヤシ（全日本）
- 新人賞：岡林裕二（大日本）
- 話題賞：該当者なし
- 女子プロレス大賞：高橋奈苗（スターダム）
- 50周年特別功労賞：アントニオ猪木
- 特別功労賞：ラッシャー木村、山本小鉄、星野勘太郎、ジョー樋口

### 2009年の受賞者
- 最優秀選手賞（MVP）：棚橋弘至（新日本）
- 年間最高試合賞（ベストバウト）：カミソリ十字架ボード＋αデスマッチ・伊東竜二×葛西純

　（11月20日/大日本プロレス・後楽園ホール：インディー団体では19年ぶりの受賞）
- 最優秀タッグチーム賞："スーパーメガトン大相撲パワーズ/SMOP"曙&浜亮太（フリー&全日本）
- 殊勲賞：杉浦貴（NOAH）
- 敢闘賞：真壁刀義（新日本）
- 技能賞：飯伏幸太（DDT）
- 新人賞：浜亮太（全日本）
- 話題賞：該当者なし
- 女子プロレス大賞：さくらえみ（アイスリボン）
- 特別功労賞：三沢光晴
- 功労賞：松永高司、テッド・タナベ

### 2008年の受賞者
- 最優秀選手賞（MVP）：武藤敬司（全日本、46歳での受賞は最年長記録）
- 年間最高試合賞（ベストバウト）：丸藤正道×近藤修司（11月3日/全日本プロレス・両国国技館：世界ジュニアヘビー級選手権）
- 最優秀タッグチーム賞："GURENTAI"太陽ケア&鈴木みのる（全日本プロレス&パンクラスMISSION）
- 殊勲賞：佐々木健介（健介オフィス）
- 敢闘賞：田中将斗（ZERO1-MAX）
- 技能賞：鷹木信悟（DRAGON GATE）
- 新人賞：澤田敦士（小川道場）
- 話題賞：該当者なし
- 女子プロレス大賞：該当者なし
- 特別功労賞：グレート草津

### 2007年の受賞者
- 最優秀選手賞（MVP）：三沢光晴（NOAH）
- 年間最高試合賞（ベストバウト）：三沢光晴&秋山準×小橋建太&高山善廣

　（12月2日/NOAH・日本武道館：小橋建太復帰戦）
- 最優秀タッグチーム賞："GBH"真壁刀義&矢野通（新日本）
- 殊勲賞：棚橋弘至（新日本）
- 敢闘賞：森嶋猛（NOAH）
- 技能賞：関本大介（大日本）
- 新人賞：B×Bハルク（DRAGON GATE）
- 話題賞：該当者なし
- 女子プロレス大賞：該当者なし
- カムバック賞：小橋建太（NOAH）
- 特別功労賞：カール・ゴッチ

### 2006年の受賞者
- 最優秀選手賞（MVP）：鈴木みのる（パンクラスMISSION）
- 年間最高試合賞（ベストバウト）：丸藤正道×KENTA

　（10月29日/NOAH・日本武道館：NOAH史上初の、ジュニア同士によるGHCヘビー級選手権）
- 最優秀タッグチーム賞："VOODOO-MURDERS"TARU&諏訪魔&近藤修司&YASSHI （全日本&エルドラド）
- 殊勲賞：丸藤正道（NOAH）
- 敢闘賞：棚橋弘至（新日本）
- 技能賞：CIMA（DRAGON GATE）
- 新人賞：HG（ハッスル）
- 話題賞：メカマミー（DDT）
- 女子プロレス大賞：該当者なし
- カムバック賞：高山善廣（フリー）
- 功労賞：大木金太郎、ブラック・キャット、永源遙、ラッシャー木村

### 2005年の受賞者
- 最優秀選手賞（MVP）：小島聡（全日本）
- 年間最高試合賞（ベストバウト）：小橋建太×佐々木健介（7月18日/NOAH・東京ドーム：健介NOAH初参戦）
- 最優秀タッグチーム賞：武藤敬司&曙（全日本&フリー）、日高郁人&藤田ミノル（Zero1-Max）
- 殊勲賞：力皇猛（NOAH）
- 敢闘賞：中嶋勝彦（健介オフィス）
- 技能賞：TAKAみちのく（K-DOJO）
- 新人賞：曙（フリー）
- 話題賞：インリン様
- 女子プロレス大賞：該当者なし
- 特別功労賞：橋本真也、松永国松

### 2004年の受賞者
- 最優秀選手賞（MVP）：佐々木健介（健介オフィス）
- 年間最高試合賞（ベストバウト）：小橋建太×秋山準（7月10日/NOAH・東京ドーム：GHCヘビー級選手権）
- 最優秀タッグチーム賞："外敵タッグ"高山善廣&鈴木みのる（フリー&パンクラスMISSION）
- 殊勲賞：川田利明（全日本）
- 敢闘賞：天山広吉（新日本）
- 技能賞：鈴木みのる（パンクラスMISSON）
- 新人賞：中嶋勝彦（健介オフィス）
- 話題賞：北斗晶（健介オフィス）
- 女子プロレス大賞：該当者なし

### 2003年の受賞者
- 最優秀選手賞（MVP）：高山善廣（フリー）
- 年間最高試合賞（ベストバウト）：三沢光晴×小橋建太（3月1日/NOAH・日本武道館：GHCヘビー級選手権）
- 最優秀タッグチーム賞："丸KEN"丸藤正道&KENTA（NOAH）
- 殊勲賞：小橋建太（NOAH）
- 敢闘賞：棚橋弘至（新日本）
- 技能賞：秋山準（NOAH）
- 新人賞：中邑真輔（新日本）
- 特別賞：坂口征二
- 特別功労賞：冬木弘道、ミツ・ヒライ
- 女子プロレス大賞：浜田文子

### 2002年の受賞者
- 最優秀選手賞（MVP）：ボブ・サップ（K-1）
- 年間最高試合賞（ベストバウト）：永田裕志×高山善廣（5月2日/新日本プロレス・東京ドーム：IWGPヘビー級選手権）
- 最優秀タッグチーム賞："炎武連夢"大谷晋二郎&田中将斗（ZERO-ONE）
- 殊勲賞：高山善廣（フリー）
- 敢闘賞：蝶野正洋（新日本）
- 技能賞：小島聡（全日本）
- 新人賞：小笠原和彦（押忍闘夢）
- 話題賞：吉田秀彦（吉田道場）
- 功労賞：馬場元子、サンダー杉山
- 女子プロレス大賞：中西百重

### 2001年の受賞者
- 最優秀選手賞（MVP）：武藤敬司（新日本）
- 年間最高試合賞（ベストバウト）：藤田和之×永田裕志（6月6日/新日本プロレス・日本武道館：IWGPヘビー級選手権）
- 最優秀タッグチーム賞："邪道外道"邪道&外道（新日本）
- 殊勲賞：秋山準（NOAH）
- 敢闘賞：永田裕志（新日本）
- 技能賞：菊田早苗（パンクラスGRABAKA）
- 新人賞：村浜武洋（大阪プロレス）
- 特別賞：TAJIRI（WWF）
- 功労賞：木戸修、百田義浩
- 女子プロレス大賞：伊藤薫

### 2000年の受賞者
- 最優秀選手賞（MVP）：桜庭和志（高田道場）
- 年間最高試合賞（ベストバウト）：佐々木健介×川田利明（10月9日/新日本プロレス・東京ドーム：旗揚げ28年目で初めて迎えた、新日本と全日本の頂上対決）
- 最優秀タッグチーム賞："テンコジ"天山広吉&小島聡（新日本）
- 殊勲賞：秋山準（NOAH）
- 敢闘賞：川田利明（全日本）
- 技能賞：飯塚高史（新日本）
- 新人賞：力皇猛（NOAH）、鈴木健三（新日本）
- 特別功労賞：ジャンボ鶴田、スタン・ハンセン
- 功労賞：小林邦昭、船木誠勝
- 女子プロレス大賞：ラス・カチョーラス・オリエンタレス（下田美馬・三田英津子）

### 1999年の受賞者
- 最優秀選手賞（MVP）：武藤敬司（新日本）
- 年間最高試合賞（ベストバウト）：武藤敬司×天龍源一郎（5月3日/新日本プロレス・福岡国際センター：IWGPヘビー級選手権）
- 最優秀タッグチーム賞："バーニング"小橋健太&秋山準（全日本）
- 殊勲賞：桜庭和志（高田道場）
- 敢闘賞：小川直也（UFO）、中西学（新日本）
- 技能賞：永田裕志（新日本）
- 新人賞：丸藤正道（全日本）
- レスリング特別賞：浜口京子、正田絢子、山本聖子
- 功労賞：マサ・サイトー、ジャンボ鶴田、芳の里、ジャッキー佐藤、ヒロ・マツダ
- 女子プロレス大賞：ライオネス飛鳥
- 特別功労賞：ジャイアント馬場

### 1998年の受賞者
- 最優秀選手賞（MVP）：小橋健太（全日本）
- 年間最高試合賞（ベストバウト）：小橋健太×三沢光晴（10月31日/全日本プロレス・日本武道館：三冠ヘビー級選手権）
- 最優秀タッグチーム賞："不沈皇帝"スタン・ハンセン&ベイダー（全日本）
- 殊勲賞：冬木弘道（FMW）、武藤敬司（新日本）
- 敢闘賞：秋山準（全日本）
- 技能賞：永田裕志（新日本）
- 新人賞：金丸義信（全日本）
- レスリング特別賞：浜口京子、篠村敦子、池田美憂
- 特別功労賞：アントニオ猪木
- 功労賞：豊登道春、ミスター高橋、ザ・グレート・カブキ
- 女子プロレス大賞：神取忍
- 話題賞：アレクサンダー大塚

### 1997年の受賞者
- 最優秀選手賞（MVP）：蝶野正洋
- 年間最高試合賞（ベストバウト）：三沢光晴×小橋健太（10月21日/全日本プロレス・日本武道館：三冠ヘビー級選手権）
- 最優秀タッグチーム賞："聖鬼軍"川田利明&田上明（全日本）
- 殊勲賞：三沢光晴（全日本）
- 敢闘賞：ハヤブサ（FMW）
- 技能賞：近藤有己（パンクラス）
- 新人賞：藤田和之（新日本）
- 25周年特別賞：新日本プロレス、全日本プロレス
- レスリング特別賞：片山貴光、浜口京子、清水真理子、足立美穂
- 功労賞：長州力、工藤めぐみ、ジョー樋口
- 女子プロレス大賞：平成裁恐猛毒GUREN隊（イーグル沢井、シャーク土屋、ライオネス飛鳥）
- レスリング特別賞：アニマル浜口（アニマル浜口トレーニングジム会長）
- 話題賞：小川直也

### 1996年の受賞者
- 最優秀選手賞（MVP）：小橋健太
- 年間最高試合賞（ベストバウト）：高田延彦×天龍源一郎（9月11日/UWFインターナショナル・神宮球場）
- 最優秀タッグチーム賞："狼群団"蝶野正洋&天山広吉&ヒロ斎藤（新日本）
- 殊勲賞：天龍源一郎
- 敢闘賞：田上明
- 技能賞：小川良成
- 新人賞：近藤有己（パンクラス）
- 女子プロレス大賞：井上京子

### 1995年の受賞者
- 最優秀選手賞（MVP）：武藤敬司
- 年間最高試合賞（ベストバウト）：川田利明＆田上明×三沢光晴＆小橋健太（6月9日/全日本プロレス・日本武道館：世界タッグ選手権）
- 最優秀タッグチーム賞："蝶天タッグ"蝶野正洋&天山広吉（新日本）
- 殊勲賞：田上明（全日本）
- 敢闘賞：冬木弘道
- 技能賞：安生洋二
- 新人賞：田中正人（FMW）、池田大輔
- 女子プロレス大賞：神取忍

### 1994年の受賞者
- 最優秀選手賞（MVP）：橋本真也（新日本）
- 年間最高試合賞（ベストバウト）：大仁田厚＆ターザン後藤×天龍源一郎＆阿修羅（3月2日/WAR・両国国技館）
- 最優秀タッグチーム賞："超世代軍"三沢光晴&小橋健太（全日本）
- 殊勲賞：獣神サンダー・ライガー（新日本）
- 敢闘賞：川田利明（全日本）
- 技能賞：小橋健太（全日本）
- 新人賞：山田学（パンクラス）
- 特別賞：北斗晶 （全日本女子プロレス）

### 1993年の受賞者
- 最優秀選手賞（MVP）：天龍源一郎（WAR）
- 年間最高試合賞（ベストバウト）：天龍源一郎×長州力（1月4日/新日本プロレス・東京ドーム）
- 最優秀タッグチーム賞："超世代軍"三沢光晴&小橋健太（全日本）
- 殊勲賞：小橋健太（全日本）
- 敢闘賞：橋本真也（新日本）
- 技能賞：船木誠勝（パンクラス）
- 新人賞：大谷晋二郎（新日本）、新崎人生（みちのくプロレス）

### 1992年の受賞者
- 最優秀選手賞（MVP）：高田延彦（UWFインターナショナル）
- 年間最高試合賞（ベストバウト）：スタン・ハンセン×川田利明（6月5日/全日本プロレス・日本武道館：三冠ヘビー級選手権）
- 最優秀タッグチーム賞："反選手会同盟"越中詩郎&木村健吾&青柳征司&齋藤彰俊
- 殊勲賞：蝶野正洋（新日本）
- 敢闘賞：田上明（全日本）
- 技能賞：ウルティモ・ドラゴン（WAR）
- 新人賞：秋山準（全日本）
- 特別大賞：三沢光晴（全日本）

### 1991年の受賞者
- 最優秀選手賞（MVP）：ジャンボ鶴田（全日本）
- 年間最高試合賞（ベストバウト）：天龍源一郎×ハルク・ホーガン（12月12日/SWS・東京ドーム）
- 最優秀タッグチーム賞："超世代軍"三沢光晴&川田利明（全日本）
- 殊勲賞：大仁田厚（FMW）
- 敢闘賞：蝶野正洋（新日本）
- 技能賞：馳浩（新日本）
- 新人賞：折原昌夫（SWS）

## 歴代MVP受賞者
※リングネームおよび所属は受賞当時
| 年度   | 受賞者              | 所属                  |
| ------ | ------------------- | --------------------- |
| 1974年 | アントニオ猪木      | 新日本プロレス        |
| 1975年 | ジャイアント馬場    | 全日本プロレス        |
| 1976年 | アントニオ猪木      | 新日本プロレス        |
| 1977年 | アントニオ猪木      | 新日本プロレス        |
| 1978年 | アントニオ猪木      | 新日本プロレス        |
| 1979年 | ジャイアント馬場    | 全日本プロレス        |
| 1980年 | アントニオ猪木      | 新日本プロレス        |
| 1981年 | アントニオ猪木      | 新日本プロレス        |
| 1982年 | タイガーマスク      | 新日本プロレス        |
| 1983年 | ジャンボ鶴田        | 全日本プロレス        |
| 1984年 | ジャンボ鶴田        | 全日本プロレス        |
| 1985年 | 藤波辰巳            | 新日本プロレス        |
| 1986年 | 天龍源一郎          | 全日本プロレス        |
| 1987年 | 天龍源一郎          | 全日本プロレス        |
| 1988年 | 天龍源一郎          | 全日本プロレス        |
| 1989年 | 前田日明            | UWF                   |
| 1990年 | 大仁田厚            | FMW                   |
| 1991年 | ジャンボ鶴田        | 全日本プロレス        |
| 1992年 | 高田延彦            | UWFインターナショナル |
| 1993年 | 天龍源一郎          | WAR                   |
| 1994年 | 橋本真也            | 新日本プロレス        |
| 1995年 | 武藤敬司            | 新日本プロレス        |
| 1996年 | 小橋健太            | 全日本プロレス        |
| 1997年 | 蝶野正洋            | 新日本プロレス        |
| 1998年 | 小橋健太            | 全日本プロレス        |
| 1999年 | 武藤敬司            | 新日本プロレス        |
| 2000年 | 桜庭和志            | 高田道場              |
| 2001年 | 武藤敬司            | 新日本プロレス        |
| 2002年 | ボブ・サップ        | K-1                   |
| 2003年 | 高山善廣            | 高山堂                |
| 2004年 | 佐々木健介          | 健介オフィス          |
| 2005年 | 小島聡              | 全日本プロレス        |
| 2006年 | 鈴木みのる          | パンクラスMISSION     |
| 2007年 | 三沢光晴            | プロレスリング・ノア  |
| 2008年 | 武藤敬司            | 全日本プロレス        |
| 2009年 | 棚橋弘至            | 新日本プロレス        |
| 2010年 | 杉浦貴              | プロレスリング・ノア  |
| 2011年 | 棚橋弘至            | 新日本プロレス        |
| 2012年 | オカダ・カズチカ    | 新日本プロレス        |
| 2013年 | オカダ・カズチカ    | 新日本プロレス        |
| 2014年 | 棚橋弘至            | 新日本プロレス        |
| 2015年 | オカダ・カズチカ    | 新日本プロレス        |
| 2016年 | 内藤哲也            | 新日本プロレス        |
| 2017年 | 内藤哲也            | 新日本プロレス        |
| 2018年 | 棚橋弘至            | 新日本プロレス        |
| 2019年 | オカダ・カズチカ    | 新日本プロレス        |
| 2020年 | 内藤哲也            | 新日本プロレス        |
| 2021年 | 鷹木信悟            | 新日本プロレス        |
| 2022年 | オカダ・カズチカ    | 新日本プロレス        |
| 2023年 | 内藤哲也            | 新日本プロレス        |
| 2024年 | ザック・セイバーJr. | 新日本プロレス        |